# Life peer
Life peer (på dansk: »livstids-pair«[kilde mangler] eller «livstids peer») er betegnelsen for en britisk baron eller baronesse, der er udnævnt på livstid. Disse livstids-pairs er medlemmer af Overhuset på livstid. 

## Arvelige peers
I Storbritannien er overhovederne for de højadelige slægter (hertuger, marquesser, jarler, viscounter og baroner) indehavere af arvelige titler. Indtil 1999 var disse peers fødte medlemmer af overhuset. Derefter er højadelen repræsenteret af 2 fødte medlemmer og 90 valgte medlemmer.

## Udnævnelser i 1958 og senere
Mellem 1876 og 1958 var det stort set kun højesteretsdommere, der blev udnævnt til livstids peers.
I løbet af 1958 blev de første fire kvindelige medlemmer af Overhuset udnævnt: 
- Udnævnt 8. august 1958: Barbara Wootton, Baroness Wootton of Abinger (1897-1988) (første kvinde i Overhuset)
- Udnævnt 22. september 1958: Stella Isaacs, Marchioness of Reading (baronesse Swanborough i egen ret) (1894 – 1971)
- Udnævnt 26. september 1958: Katharine Elliot, Baroness Elliot of Harwood (1903-1994)
- Udnævnt 6. oktober 1958: Mary Irene Curzon, 2nd Baroness Ravensdale (1896-1966) (hendes søn (født 1923) arvede titlen som baron fra sin morfar (1859–1925))

I 1958 blev der også udnævnt 11 mandlige livstids peers. Siden er der udnævnt over 1.200 livstids peers. Det er dog mindre end halvdelen af disse, der stadig er i live. 

## Partier
I 1999 mistede de arvelige peers de fleste af deres pladser i Overhuset. Siden da har det store flertal i huset været livstids peers.
Blandt de arvelige pladser i Overhuset er der traditionelt en meget stor overvægt til fordel for de konservative. Der en mere balanceret repræsentation blandt de udnævnte for livstid. Her var der 160 for Labour og 172 for de konservative i 1999. I 2010 var der 141 konservative og 207 fra Labour. Hertil kommer partiløse og medlemmer af andre grupper. 

## Forskellige slags peers
Udnævnte livstidsmedlemmer af Overhuset kan have forskellig baggrund, og der er derfor forskellige forventninger til deres indsats i huset. Der skelnes mellem tre hovedtyper at overhusmedlemmer: arbejdende medlemmer, æresmedlemmer og embedsmandsmedlemmer. 

### Arbejdende medlemmer
Arbejdende medlemmer ("Working peers") er politikere, der kan have en fortid i Underhuset eller regeringen. Her forventes det, at disse politikere fortsætter deres arbejde som lovgivere.

### Æresmedlemmer
En særlig kommission kan foreslå medlemmer på et upolitisk grundlag. Pressen har kaldt disse peers for folkets repræsentanter ("People's peers"). 
I forbindelse med dronningens fødselsdag og ved andre særlige lejligheder kan der udnævnes egentlige æresmedlemmer (Honours), som belønning for fremragende indsats indenfor forskellige områder. Det forventes ikke, at disse medlemmer deltager regelmæssigt i Overhusets møder, men de kan naturligvis vælge at deltage. 

### Embedsmænd
En række højtstående embedsmænd (Public offices) udnævnes til Overhuset, når de bliver pensionerede. 

## Ikke arvelig titel
Børn af livstids peers arver ikke deres forældres titler. De har dog samme de personlige rettigheder, som børn af arvelige baroner har. Dette betyder fx, at en søn eller datter af en nuværende eller en afdød livstids peer kan omtales som The Honourable (den ærede). 